# Шакпак-Баба
Шакпа́к-Баба́ (каз. Шақпақ баба) — село у складі Тюлькубаського району Туркестанської області Казахстану. Адміністративний центр Чакпацького сільського округу.
До 1993 року село називалось Високе.
Населення — 3473 особи (2021; 3285 у 2009, 3087 у 1999, 3159 у 1989).